# Discorso degli Unni

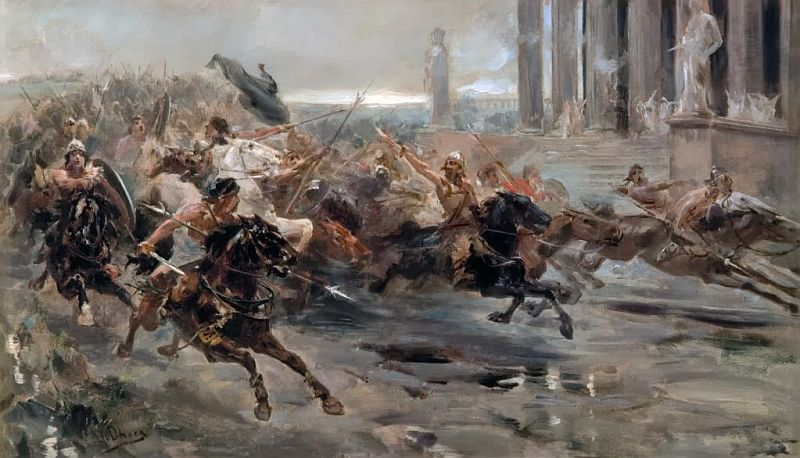
Rappresentazione degli Unni, protagonisti del discorso a loro intitolato.

Il discorso degli Unni (Hunnenrede) ufficialmente discorso del Kaiser Guglielmo II al Corpo di spedizione tedesco prima della partenza per la Cina (Ansprache Kaiser Wilhelms II. an das deutsche Expeditionscorps vor dessen Entsendung nach China) fu un celebre discorso pronunciato dal kaiser Guglielmo II a Bremerhaven il 27 luglio 1900 in occasione della partenza dei soldati tedeschi per la Cina, dove avrebbero dovuto sedare la ribellione dei Boxer assieme ad un contingente internazionale.
Il discorso del Kaiser, facilmente eccitabile, fu molto violento nei confronti dei cinesi, che il 5 luglio avevano ucciso il delegato tedesco a Pechino Clemens von Ketteler, e fu usato a scopo propagandistico durante la prima guerra mondiale contro i tedeschi, spesso paragonati agli Unni riferendosi a questo discorso.

## Il testo
(Kaiser Guglielmo II, Porto di Bremerhaven, 27 luglio 1900)

## Pubblicazione
L'allora ministro degli esteri Bernhard von Bülow, arrivato al porto di Bremerhaven, vide un'impalcatura di legno posta davanti alle truppe schierate per partire, ma non si rese conto del fatto che essa sarebbe servita al Kaiser come pulpito per pronunciare il suo discorso, il cui testo è sopra riportato.
Però, prima che il discorso fosse pronunciato, l'amico del kaiser Philipp zu Eulenburg racconta di aver dato un testo attenuato ai giornalisti, in modo da non far pubblicare quello vero; Eulenburg afferma di averli ingannati facendo leva sul fatto che, avendo il testo prima che esso fosse pronunciato, avrebbero risparmiato tempo.
Nelle sue memorie, invece, Bülow sostiene di essere stato proprio lui a dare un testo attenuato del discorso ai giornalisti, durante il discorso stesso, facendo leva sul loro amor patrio.
Fatto sta che, nonostante la massa dei giornalisti avesse pubblicato il discorso attenuato, il mondo conobbe ugualmente quello vero, visto che un giornalista che, appostandosi su un tetto (secondo Bülow), era riuscito ad inviarlo integralmente al suo giornale.
Sempre secondo Bülow, il kaiser fu molto felice di vedere il suo discorso pubblicato per intero.

## Conseguenze
Come afferma Bülow nelle sue memorie, l'effetto fu devastante per l'Impero tedesco, sia all'interno sia all'esterno. In particolare:
(Bernhard von Bülow, Memorie, vol. I, pag. 373.)
I soldati in partenza per la Cina presumibilmente presero l'imperatore alla lettera. Questo è ciò che riporta il cavaliere Heinrich Haslinde nel suo diario:
Non passò molto tempo prima che Sua Maestà apparisse. Ci ha fatto un discorso commovente, di cui ho ricordato solo le seguenti parole: "Non verranno fatti prigionieri, non verrà dato quartiere ai cinesi che cadranno nelle vostre mani."»
È discutibile che nel resto del diario, pubblicato in parte, Haslinde non faccia alcun riferimento al discorso del Kaiser, che riporta solo a pagina 16 nella forma sopra riportata riguardo al suo imbarco a Bremerhaven. In contrasto con ciò, riferisce anche - oltre alla "solita" arbitrarietà della guerra - che lui e altri hanno fatto prigionieri.